# Zaino de Agua Prieta
Zaino de Agua Prieta (California, desconocido-Agua Prieta, 9 de abril de 1975) fue un caballo de carreras mexicano. 

## Biografía y carrera

### Primeros años
Nació en California, Estados Unidos. Lo llevaron a Tucson, Arizona, y se le llamó «El Relámpago», donde fue comprado por oriundos de Agua Prieta, México.

### Ganador contra el Moro de Cumpas
El 17 de marzo de 1957, el Relámpago de Agua Prieta le ganó al Moro de Cumpas, en famosa carrera, donde el perdedor se hizo famoso, ya que se creía que sería el ganador y Leonardo Yáñez «El Nano» le hizo un corrido, que, aunque se cambió las últimas estrofas por haber perdido, la canción lo hizo más famoso que al caballo ganador, siendo un gran éxito de Gilberto «Sahuaripa» Valenzuela en 1965 con más de 2 millones de copias.

### Ganador en la Carrera Internacional
Como eventos conmemorativos, por el 200 aniversario de Douglas Arizona, se llevó a cabo una carrera de caballos el 14 de septiembre de 1958, histórica en el mundo, ya que se llevó literalmente entre dos países: México y Estados Unidos, ya que compitieron un caballo al lado del otro, con la Línea Fronteriza Internacional entre México y Estados Unidos en medio de ellos.
«El Relámpago de Agua Prieta» o «El Zaino» de Rafael Romero, estaba compitiendo por el lado mexicano en Agua Prieta Sonora, que ya había derrotado al Moro de Cumpas un año antes, también en Agua Prieta, y el otro caballo era «El Chiltepín», que había corrido ya, en el famoso Derby de Kentucky, propiedad de Felipe Pinedo, de Pueblo Nuevo, Arizona, que corría por el lado norteamericano en los linderos de Douglas Arizona.

### La condicionante
En 1958 la fiebre aftosa, se había extendido por el norte de México, provocando que las autoridades mexicanas y norteamericanas, impidieran el paso de caballos de un país al otro, afectando a un evento pactado entre ambos caballos. La solución recomendada por el jefe de aduanas de Douglas Arizona fue que se hiciera justo al borde de la línea divisoria entre México y Estados Unidos entre los pueblos de Douglas Arizona y Agua Prieta Sonora, donde el caballo mexicano corría por el lado mexicano y el caballo norteamericano por el lado de Douglas.
Así se efectuó la carrera, en la cual las apuestas se cruzaban a través del cerco divisorio. En ambos lados de la línea, en el tramo que se había dispuesto como taste la gente se arremolinó tanto de un lado de la línea internacional como del otro, para presenciar tan histórico encuentro.
Se dio el «Santiago» (señal de salida), y los dos caballos arrancaron, saliendo a toda velocidad rumbo a la meta. Como era conocido, «El Relámpago» salió tarde, pero a la mitad del taste, dejó atrás al Chiltepín, llegando sin problemas primero a la meta, ganando así la «Carrera Internacional», otra carrera famosa, que, a pesar de salir tarde del arrancadero, como era su costumbre alcanzó y le ganó al Chiltepín, manteniendo su récord de invicto.

### Ganador contra el sustituto del Moro de Cumpas
Una tercera carrera grande para el Zaino de Agua Prieta, y la última de su carrera fue la del 10 de abril de 1966, que ya tenía 29 años de edad, cuando el párroco de Agua Prieta, solicitó una carrera conmemorativa de la de 1957, que se repitiera entre ambos contendientes 9 años después, contra el Moro de Cumpas, asunto que inicialmente se aceptó. Una semana antes de realizarse la carrera, Pedro Frisby anunció que el moro ya no tenía la capacidad, y que solamente podría llevarse a cabo con otro caballo, aunque las protestas inmediatamente surgieron, porque era bastante dispareja y un resultado aparentemente conocido, pero finalmente Romero aceptó. Parecía algo inadecuado, ya que el caballo sustituto era un ejemplar de 3 años de edad llamado «El Percherón». Todo indicaba que ahora «El Relámpago» perdería, pues la diferencia de edad era de casi 27 años.
Una vez más, salió después que su contrincante, pero fue reduciendo la distancia hasta que, al último momento, lo rebasó ganando sólo por una nariz, no defraudando así a su propietarios y apostadores fieles a su leyenda, manteniéndose invicto hasta su muerte.

## Muerte
El 9 de abril de 1975, enfermo de cáncer de vejiga avanzado, fue dormido por medio de la eutanasia animal. Su cabeza fue disecada y montada como trofeo en un intentó por mantener la memoria viva de la familia de Rafael Romero.

### Legado
Un monumento en su honor fue construido en la ciudad de Agua Prieta.